# Dugald Stewart
Dugald Stewart (Edimburgo, 22 de novembro de 1753 — Edimburgo, 11 de junho de 1828) foi um filósofo e matemático de origem escocesa. Hoje considerado uma das figuras mais importantes do Iluminismo escocês posterior, ele era conhecido como um divulgador da obra de Francis Hutcheson e Adam Smith. Suas palestras na Universidade de Edimburgo foram amplamente divulgadas por seus muitos alunos influentes. Em 1783 ele foi um dos fundadores da Royal Society of Edinburgh. Na maioria dos documentos contemporâneos, ele é referido como Prof Dougal Stewart.

## Professor em Edimburgo
Em 1785, Stewart conseguiu uma cadeira de filosofia moral, que ocupou por 25 anos, tornando-se um centro de influência intelectual e moral. Os jovens foram atraídos por sua reputação na Inglaterra, Europa e América. Muito influenciado pelo presbiteriano irlandês Francis Hutcheson que, na geração anterior, ocupara a cadeira de filosofia moral na Universidade de Glasgow, o curso de Stewart sobre filosofia moral abrangia, além da ética propriamente dita, palestras sobre filosofia política ou teoria do governo.
William Drennan, cujo pai Thomas Drennan fora secretário de Hutcheson, e que em 1791 promoveu a formação da Sociedade dos Irlandeses Unidos em Belfast e Dublin, era um estudante e amigo. É de Stewart que Drennan é dito ter "absorvido a tradição clássica da teoria republicana, em sua mais famosa encarnação inglesa nas obras de John Locke, e sua reencarnação contemporânea nas obras de Richard Price e Joseph Priestley".
O racionalismo dissidente de Stewart influenciou muito Maria Edgeworth e Elizabeth Hamilton. Eles se basearam amplamente em seu trabalho na construção de programas educacionais que se baseavam no pressuposto de que as mulheres, e especialmente as mães, eram intelectualmente capazes de compreender a importância da associação precoce de idéias no treinamento das emoções e da capacidade de raciocínio das crianças.
Stewart passou os verões de 1788 e 1789 na França, onde conheceu Jean-Baptiste-Antoine Suard, Degérando e Raynall, e passou a simpatizar com o movimento revolucionário. Seu ensino político, após a Revolução Francesa, atraiu suspeitas sobre ele. Sua residência em Edimburgo por vários anos foi Whitefoord House na Royal Mile.
De 1800 a 1801, Stewart deu palestras para alunos de graduação sobre economia política, a primeira pessoa a fazê-lo. Stewart tornou-se o principal discípulo de Adam Smith e, após a morte de Smith, tornou-se seu primeiro biógrafo. Em 1793, Stewart leu seu Relato da Vida e dos Escritos de Adam Smith para a Royal Society of Edinburgh.
Em 1800, ele aparece como "Dougald Stewart, professor de filosofia moral", morando na Lothian House perto do sopé do Canongate.

## Trabalhos
Stewart, quando estudante em Glasgow, escreveu um ensaio sobre o sonho. Em 1792 ele publicou o primeiro volume dos Elementos da Filosofia da Mente Humana; o segundo volume apareceu em 1814, o terceiro só em 1827. Em 1793, ele publicou um livro-texto, Outlines of Moral Philosophy, que teve muitas edições; e no mesmo ano ele leu perante a Royal Society of Edinburgh seu Account of the Life and Writings de Adam Smith. Memórias semelhantes do historiador Robertson e de Reid foram depois lidas diante do mesmo corpo e aparecem em suas obras publicadas.
Em 1805, Stewart publicou panfletos defendendo John Leslie contra as acusações de heterodoxia feitas pelo presbitério de Edimburgo. Em 1810 apareceram os Ensaios Filosóficos, em 1814 o segundo volume dos Elementos, em 1811 a primeira parte e em 1821 a segunda parte da "Dissertação" escrita para o Suplemento da Encyclopædia Britannica, intitulada "Uma Visão Geral do Progresso de Filosofia Metafísica, Ética e Política desde o Renascimento das Cartas". Em 1827, ele publicou o terceiro volume dos Elementos e, em 1828, algumas semanas antes de sua morte, A filosofia dos poderes ativos e morais.
As obras de Stewart foram editadas em 11 vols. (1854–1858) por Sir William Hamilton e completado com um livro de memórias de John Veitch.

## Influência
Entre os alunos de Stewart estavam Lord Palmerston, Sir Walter Scott, Francis Jeffrey, Henry Thomas Cockburn, Francis Horner, Sydney Smith, John William Ward, Lord Brougham, Dr. Thomas Brown, James Mill, Sir James Mackintosh and Sir Archibald Alison.
Sua reputação baseava-se tanto em sua eloqüência, populismo e estilo quanto em sua obra original. Ele foi o principal responsável por tornar a " filosofia escocesa " predominante na Europa do início do século XIX. Na segunda metade do século, a reputação de Stewart caiu para a de um seguidor da obra de Thomas Reid.
Stewart defendeu o método psicológico de Reid e expôs o realismo de senso comum escocês, que foi atacado por James Mill e John Stuart Mill. Parte de sua originalidade reside na incorporação de elementos do empirismo moderado e dos ideólogos franceses Pierre Laromiguière, Cabanis e Destutt de Tracy. Ele se opôs ao argumento da ontologia e ao sensacionalismo de Condillac. Immanuel Kant, disse ele, não conseguia entender.